# Żylicze
Żylicze [ʐɨˈlit͡ʂɛ] est un village polonais de la gmina de Krynki dans le powiat de Sokółka et dans la voïvodie de Podlachie. Il se situe à environ 9 kilomètres au sud de Krynki, à 30 kilomètres au sud-est de Sokółka et à 41 kilomètres à l'est de Białystok. 